# Мусов, Менли Фитсович
Мусов Менли Фитсович (кабард.-черк. Мусэ Фӏыцӏэ и къуэ Менли; 22 августа 1910 — 21 марта 1961) — снайпер 221-го гвардейского стрелкового полка гвардии ефрейтор — на момент представления к награждению орденом Славы 1-й степени.

## Биография
Родился 22 августа 1910 года в селе Каменномостское Заольского района Республики Кабардино-Балкария. Кабардинец. Работал в совхозе.
В Красной Армии с 1937 года. На фронте в Великую Отечественную войну с июня 1941 года, участвовал в обороне Москвы. Воевал в пехоте, сначала стрелком, затем разведчиком. В 1944 году окончил курсы снайперов. Личный счёт снайпера Мусова постоянно рос, о нём писала дивизионная газета.
2 августа 1944 года в боях на левом берегу реки Висла гвардии красноармеец Мусов ликвидировал 3 вражеских снайперов, а при отражении контратаки уничтожил 4 противников. Был ранен, но остался в строю до выполнения боевой задачи.
Приказом от 28 августа 1944 года гвардии красноармеец Мусов Менли Фитсович награждён орденом Славы 3-й степени.
В боях в сентябре 1944 года на левом берегу реки Висла снайпер того же полка гвардии ефрейтор Мусов поразил до 20 вражеских солдат.
Приказом от 24 октября 1944 года гвардии ефрейтор Мусов Менли Фитсович награждён орденом Славы 2-й степени.
В январе 1945 года при освобождении городов Зволень и Радом и в последующих боях Мусов из снайперской винтовки уничтожил 22 гитлеровца, захватил в плен 12 солдат противника. Войну закончил на реке Эльбе. По некоторым источникам, на его счету к маю 1945 года было 49 уничтоженных солдат и офицеров противника.
Указом Президиума Верховного Совета СССР от 31 мая 1945 года за мужество, отвагу и героизм, гвардии ефрейтор Мусов Менли Фитсович награждён орденом Славы 1-й степени. Стал полным кавалером ордена Славы.
В 1945 году гвардии младший сержант Мусов был демобилизован. Вернулся на родину. Жил в родном селе. Стал заниматься делом, знакомым ему с детства, — овцеводством. И вскоре о нём заговорили как о знатном овцеводе. О его опыте писали местные газеты. Работал в колхозе заведующий овцетоварной фермой. Член КПСС с 1952 года. Избрали депутатом Верховного Совета автономной республики. Скончался 21 марта 1961 года.
Награждён орденами Славы 3-х степеней, медалями.
Его именем названа улица в селе Каменномостское, а также в столице Кабардино-Балкарской республике Нальчике и городе Баксане.